# Low (플로 라이다의 노래)
Low는 미국의 랩퍼 플로라이더의 노래이다. 티-페인이 피쳐링에 참여했으며, 영화 스텝 업 2-더 스트리트에 수록되기도 했다. 빌보드 핫 100에서는 11주 1위를 했다.

## 곡 목록
European CD single
1. "Low" – 3:53
2. "Low" (Travis Barker Remix) – 4:15

Europe maxi-CD
1. "Low" – 3:53
2. "Low" (Instrumental) – 3:53
3. "Birthday" (Amended Version)
4. "Low" (Video)